# Paul Hurault de Vibraye
Pour les autres membres de la famille, voir Famille Hurault.
Paul Guillaume Marie Paul Louis Maximilien Hurault de Vibraye, 8e marquis de Vibraye (Paris, 26 juillet 1809 - Paris, 14 juillet 1878) est un homme politique, naturaliste et préhistorien français.

## Biographie

### Vie privée
Guillaume Marie Paul Louis Maximilien Hurault de Vibraye, 8e marquis de Vibraye, né le 26 juillet 1809 à Paris et mort le 14 juillet 1878 à Paris, est le fils d'Anne Victor Denis Hurault de Vibraye et d'Alexandrine Nicole de La Luzerne.
La famille Hurault de Vibraye a fait construire au XVIIe siècle le château de Cheverny (Loir-et-Cher), à l'emplacement d'un ancien château médiéval.

### Vie publique
Paul Hurault de Vibraye a en 1820, fait partie de la commission des souscripteurs pour l'acquisition du Château et du Domaine de Chambord qui furent offert à Henri V, petit-fils de Charles X.

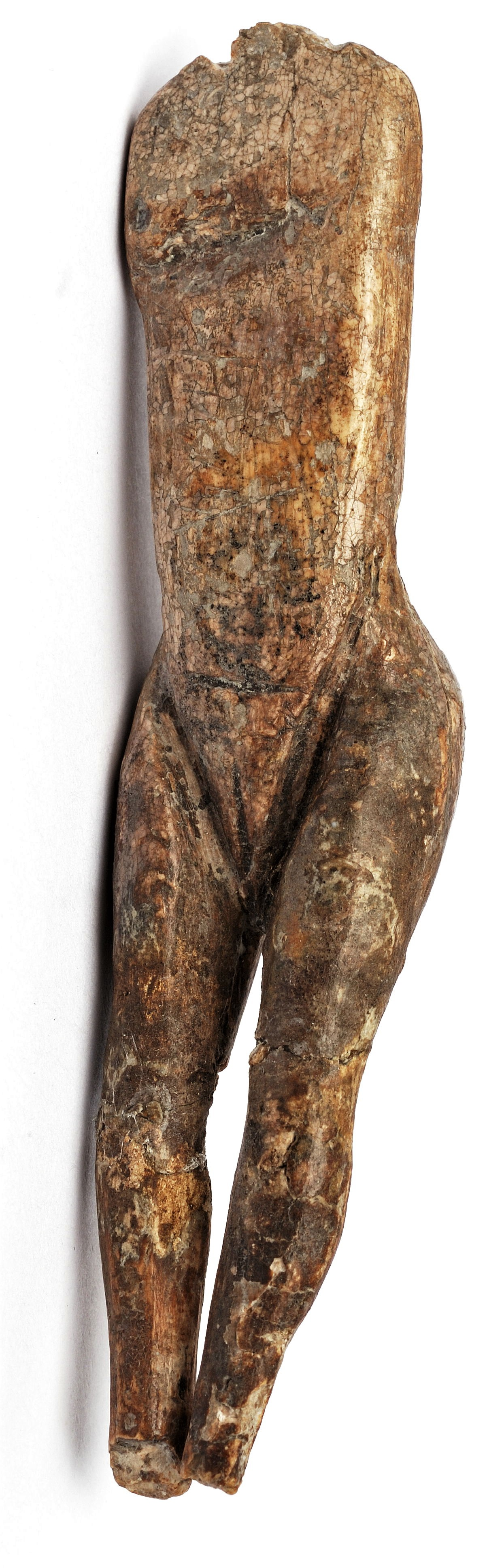
La Vénus impudique (1864)

#### Préhistorien
Paul Hurault de Vibraye a notamment travaillé avec le préhistorien Édouard Lartet sur les grands sites préhistoriques du Périgord et il a participé aux fouilles de la grotte des Fées, à Arcy-sur-Cure (Yonne).
Il découvrit en 1864 la toute première sculpture paléolithique féminine, sur le site de Laugerie-Basse, aux Eyzies-de-Tayac, en Dordogne. La Vénus magdalénienne de Laugerie-Basse est dépourvue de tête, de pieds, de bras, mais montre une fente vulvaire bien marquée. Paul de Vibraye l'appela la Vénus impudique, ou Venus Impudica, par contraste avec la Venus pudica, sculpture hellénistique d'Aphrodite attibuée à Praxitèle couvrant son pubis nu de sa main droite. C'est là l'origine du terme Vénus paléolithique, couramment employé pour dénommer ce type de figurines.
Selon Patrick Paillet, Paul de Vibraye « est un homme de progrès qui milite à l’Académie des Sciences ou à la Société géologique de France pour faire reconnaître très tôt, dès 1858, l’ancienneté de l’homme sur terre et sa contemporanéité avec les espèces animales disparues comme le mammouth,. »
La collection Vibraye d'objets préhistoriques, riche de plus de 4 000 pièces, dont plus d'une centaine d'œuvres d'art mobilier, a été donnée en 1894 par ses enfants au Muséum national d'histoire naturelle.

## Famille
Il épouse, le 30 octobre 1804, Gabrielle Augustine de Loménie de Brienne (1817-1904), fille de Martial Jacques Louis de Loménie de Brienne et de Antoinette Isidore Jeanne de Damas. Ils ont huit enfants.
- Henri Marie Hurault de Vibraye, 9e marquis de Vibraye (7 août 1836 - 21 avril 1919) épouse Marie Maximilienne Alix Hurault de Vibraye (2 novembre 1840 - 5 juillet 1909), dont descendance ;
- Paul Raoul Marie Maxence Hurault de Vibraye, comte de Vibraye (14 décembre 1837 - 20 janvier 1921) épouse Anne Marie Maxence Joséphine Stéphanie de Damas (2 novembre 1845 - 9 mai 1888), dont descendance ;
- Alexandrine Marie-Thérèse Hurault de Vibraye (4 septembre 1839 - 15 décembre 1873) épouse Louis Marie Arthur de Chevigné, comte de Chevigné (9 décembre 1833 - 30 octobre 1869), dont descendance ;
- Marie-Louise Hurault de Vibraye (30 décembre 1840 - 19 juin 1931) épouse Aristarque Charles Élie Marie Aimé Tardieu de Maleissye, comte de Maleissye (6 septembre 1838 - 1er février 1905), dont descendance ;
- Guillaume Marie René Hurault de Vibraye, vicomte de Vibraye (6 octobre 1842 - 20 décembre 1907) épouse Louise Henriette Marie Joséphine de Blacas d'Aulps (17 juillet 1849 - 3 février 1934), dont descendance ;
- Ludovic Hurault de Vibraye, vicomte de Vibraye (8 février 1845 - 26 octobre 1929) épouse Thérèse Jeanne Louise Marie Law de Lauriston (11 novembre 1852 - 16 juin 1929), dont descendance ;
- Pauline Marie Hurault de Vibraye (19 août 1847 - ?), célibataire, sans enfants ;
- Gabrielle Marie Thérèse Béatrix Hurault de Vibraye (22 janvier 1852 - 10 juin 1940) épouse Charles Louis Marie Michael de Lorgeril, comte dd Lorgeril (14 juin 1849 - 26 août 1897), dont descendance.